# Aka (dal)
Az Aka Okui Maszami tizenhatodik kislemeze, mely 1998. augusztus 7-én jelent meg a King Records kiadó jóvoltából. Érdekesség, hogy ez az első olyan kislemez, melynek dalai nem animéhez köthetők, ezek saját dalok. A japán kislemez-eladási listán a harminckettedik helyik jutott el, és három hétig szerepelt rajta.

## Dalok listája
1. Aka (Aka) (朱 -AKA-?) 4:53
2. Koisimaso nebarimaso (恋しましょ ねばりましょ?) 4:15
3. Aka (Aka) (Off Vocal Version) (朱 -AKA-?) 4:53
4. Koisimaso nebarimaso (Off Vocal Version) (恋しましょ ねばりましょ?) 4:14